# Zodarion marginiceps
Zodarion marginiceps là một loài nhện trong họ Zodariidae.
Loài này thuộc chi Zodarion. Zodarion marginiceps được Eugène Simon miêu tả năm 1914.